# Louis II de Nassau-Weilbourg
Pour les articles homonymes, voir Louis II.
Louis II de Nassau-Weilbourg (ou de Nassau-Weilburg), (en allemand Ludwig II von Nassau-Weilburg), né le 9 août 1565 à Weilbourg, décédé le 8 novembre 1627 à Sarrebruck.
Il fut comte de Nassau-Ottweiler de 1593 à 1625, comte de Nassau-Sarrebruck de 1602 à 1625, comte de Nassau-Wiesbaden, comte de Nassau-Idstein de 1605 à 1625, comte de Nassau-Weilbourg de 1597 à 1625. Louis II de Nassau-Weilbourg abdiqua en 1625.

## Biographie
Louis II de Nassau-Weilbourg est le fils d'Albert de Nassau-Weilbourg et d'Anne de Nassau-Dillenbourg. Au terme de son éducation, Louis II de Nassau-Weilbourg voyagea en Europe. Ce périple l'amena en Suisse romande, en France, il rendit également visite aux différentes Maisons allemandes. Lors de sa visite à Guillaume IV de Hesse-Cassel il rencontra celle qui allait devenir son épouse le 4 juin 1589, la princesse Anne de Hesse-Cassel.
Après la mort d'Albert de Nassau-Weilbourg survenue le 11 novembre 1593, les possessions furent divisées entre ses trois fils : Guillaume de Nassau-Weilbourg reçut la Nassau-Weilbourg, Ernest de Nassau-Weilbourg reçut la Nassau-Gleiberg, Louis II de Nassau-Weilbourg reçut la Nassau-Ottweiler, Hombourg, Nassau-Kichheim, et Lahr. En 1597, à la suite du décès de son frère Guillaume de Nassau, il hérita de la Nassau-Weilbourg. En 1602, Il hérita de la possession de son oncle Philippe IV de Nassau-Sarrebruck. En 1605, Jean Louis II de Nassau décéda sans postérité, ses possessions échurent à Louis II de Nassau-Weilbourg. En 1602, Louis II de Nassau-Weilbourg fut à la tête de toutes les possessions de la tige valmérienne de la Maison de Nassau. 
Louis II de Nassau-Weilbourg installa son gouvernement à Sarrebruck, il créa pour la Sarre une série de lois et travailla à une meilleure formation pour ses sujets, il créa entre autres le collège de Sarrebruck, il promut l'école primaire élémentaire. Sous son règne, son pays fut prospère mais coïncida avec la Guerre de Trente Ans.
En 1629, la Nassau-Weilbourg fut divisée en Nassau-Sarrebruck, Nassau-Idstein, Nassau-Wiesbaden.
Louis II de Nassau-Weilbourg appartint à la septième branche (Nassau-Weilbourg), elle-même issue de la seconde branche (Nassau-Wiesbaden-Idstein) de la Maison de Nassau, Cette lignée de Nassau-Weilbourg appartient à la tige valmérienne qui donna des ducs au Luxembourg.
Par Charlotte de Luxembourg, Louis II de Nassau-Weilbourg est l'ascendant de l'actuel grand-duc Henri Ier de Luxembourg, petit-fils de la grande-duchesse.

### Mariage
Le 4 juin 1589, Louis II de Nassau-Weilbourg épousa Anne-Marie de Hesse-Cassel (1567-1626), fille du landgrave Guillaume IV de Hesse. Quinze enfants sont nés de cette union :
- William Louis (1590–1640), qui épousa, le 25 novembre 1615, Anna Amalia de Baden-Durlach (9 juillet 1595 - 18 novembre 1651), fille du margrave George Frederick de Baden-Durlach
- Anna Sabina (1591–1593)
- Albert (1593–1595)
- Sophia Amalia (1594–1612)
- George Adolf (1595–1596)
- Philip (1597–1621)
- Louise Juliana (1598–1622)
- Moritz (1599–1601)
- Charles Ernest (1600–1604)
- Élisabeth de Nassau-Weilbourg (1602-1626), qui épousa en 1624 le comte Frédéric de Leiningen-Dagsbourg (†1651) ;
- Jean de Nassau-Idstein (1603-1677), comte de Nassau-Wiesbaden (1651 à 1677), comte de Nassau-Idstein (1629 à 1677) ; en 1629, il épousa Sibylle Madeleine de Bade-Durlach (1605-1644), fille du margrave Georges-Frédéric de Bade-Durlach (postérité). Veuf, il épousa en 1646 Anne de Leiningen (1625-1668), fille du comte Philippe de Leiningen (postérité) ;
- Dorothea (1605–1620)
- Ernest Casimir de Nassau-Weilbourg, comte de Nassau-Weilbourg, fondateur de la huitième branche ;
- Guillaume de Nassau-Sarrebruck, comte de Nassau-Sarrebruck.
- Othon de Nassau-Weilbourg (1610-1632)